# Platylister foveolatus
Platylister foveolatus är en skalbaggsart som först beskrevs av Lewis 1891.  Platylister foveolatus ingår i släktet Platylister och familjen stumpbaggar. Inga underarter finns listade i Catalogue of Life.